# Lucien Pothier

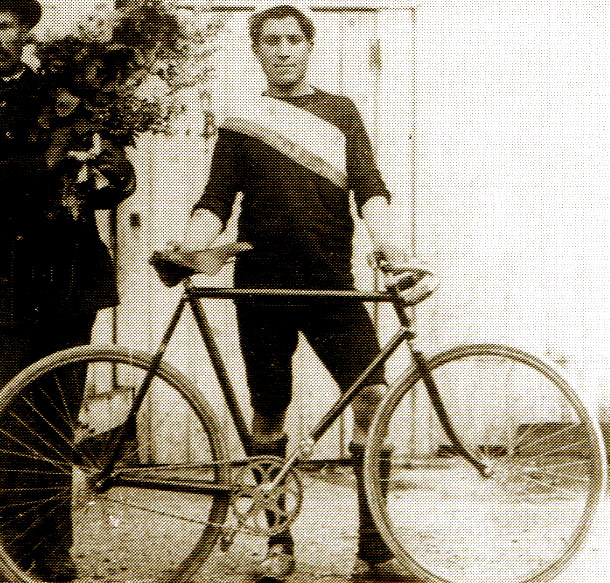
1903 Lucien Pothier
Tour de France 1903

Lucien Pothier (* 15. Januar 1883 in Cuy; † 29. April 1957 in Troyes) war ein französischer Radrennfahrer.
Als Metzgerlehrling lieferte Lucien Pother die Bestellungen mit dem Fahrrad aus; nach dem Ende seiner Lehrzeit begann er mit dem Radsport. Er war von 1903 bis 1921 als Radsportler aktiv. In diesen Jahren startete er sieben Mal bei der Tour de France. Seine beste Platzierung war der zweite Rang bei der ersten Austragung im Jahre 1903. Für diese Leistung wurde dem gelernten Metzger Pothier eine Goldmedaille von seiner Innung überreicht.
Bei seiner Tour-Teilnahme im Jahre 1904 wurde Pothier gemeinsam mit den Gebrüdern Garin und Hippolyte Aucouturier disqualifiziert. Ihm persönlich wurde vorgeworfen, Teile der Strecke mit dem Auto oder gar mit der Eisenbahn absolviert zu haben. Der französische Radsportverband UVF sperrte ihn lebenslang, jedoch wurde diese Sperre später auf drei Jahre reduziert. 1910 belegte er Platz 28, 1911 Platz 20 und 1921, in seinem letzten aktiven Jahr, belegte er Platz 32 bei der Tour.

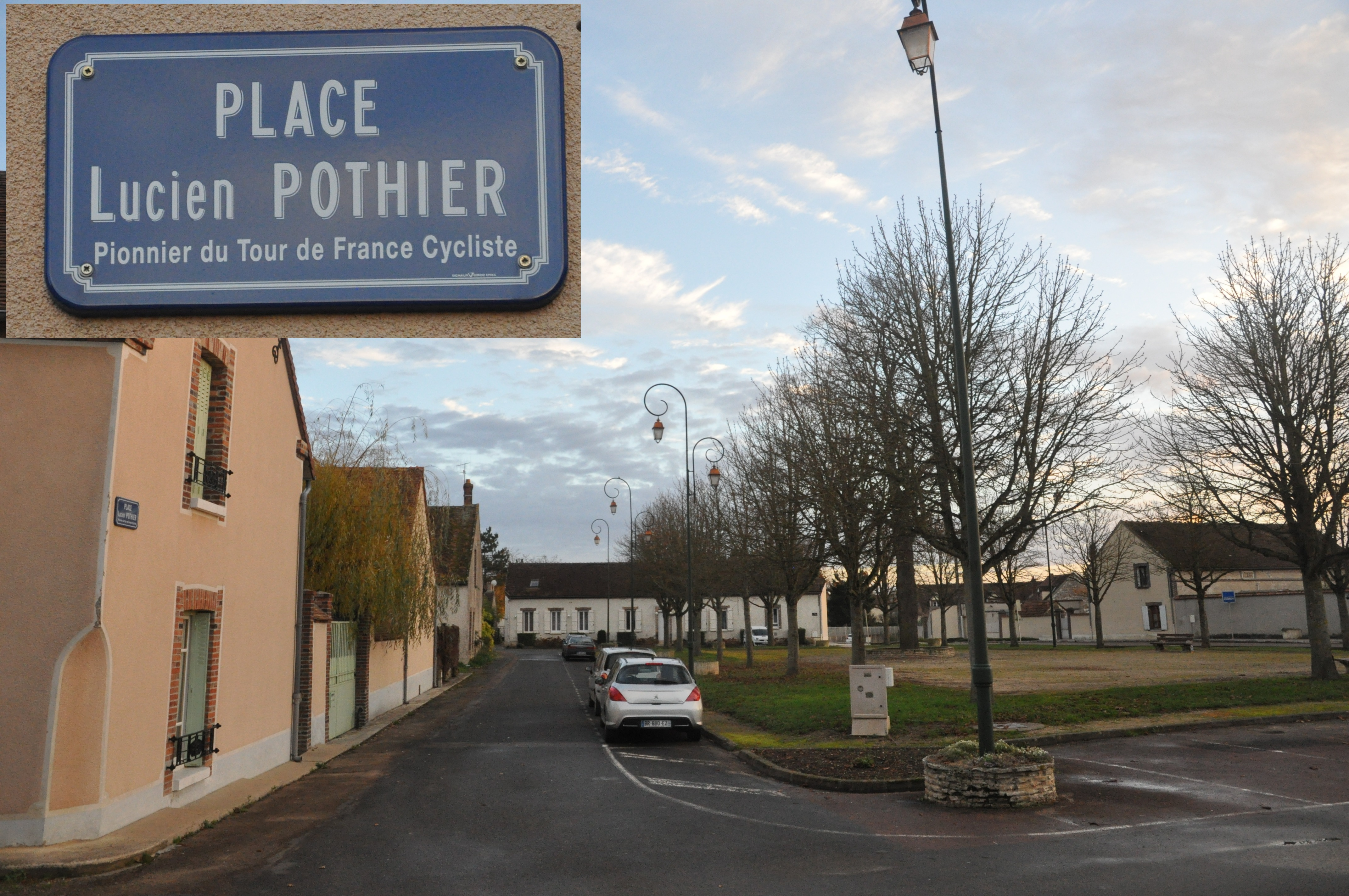
Place Lucien Pothier in Cuy

1904 wurde Pothier Dritter bei Paris–Roubaix. Im selben Jahr war seine Teilnahme bei Bordeaux–Paris geplant, jedoch soll er am Abend vor dem Start gemeinsam mit seinem Teamkollegen François Faber den hoteleigenen Weinkeller besucht haben und deshalb am nächsten Tag schon in Angoulême das Rennen aufgeben müssen. Dies berichtet der Autor Pascal Leroy in seinem Buch über Faber aus dem Jahre 2006.
Nach dem Ende seiner Radsportlaufbahn ließ sich Pothier in Troyes nieder und eröffnete dort das Café Au Tour de France. In seiner Geburtsstadt Cuy, wo er auch beerdigt liegt, wurde der zentrale Platz nach Lucien Pothier benannt.

## Teams
- 1905 Peugeot-Wolber
- 1907 Labor
- 1909–1921 Le Globe